# Hansa-Lloyd

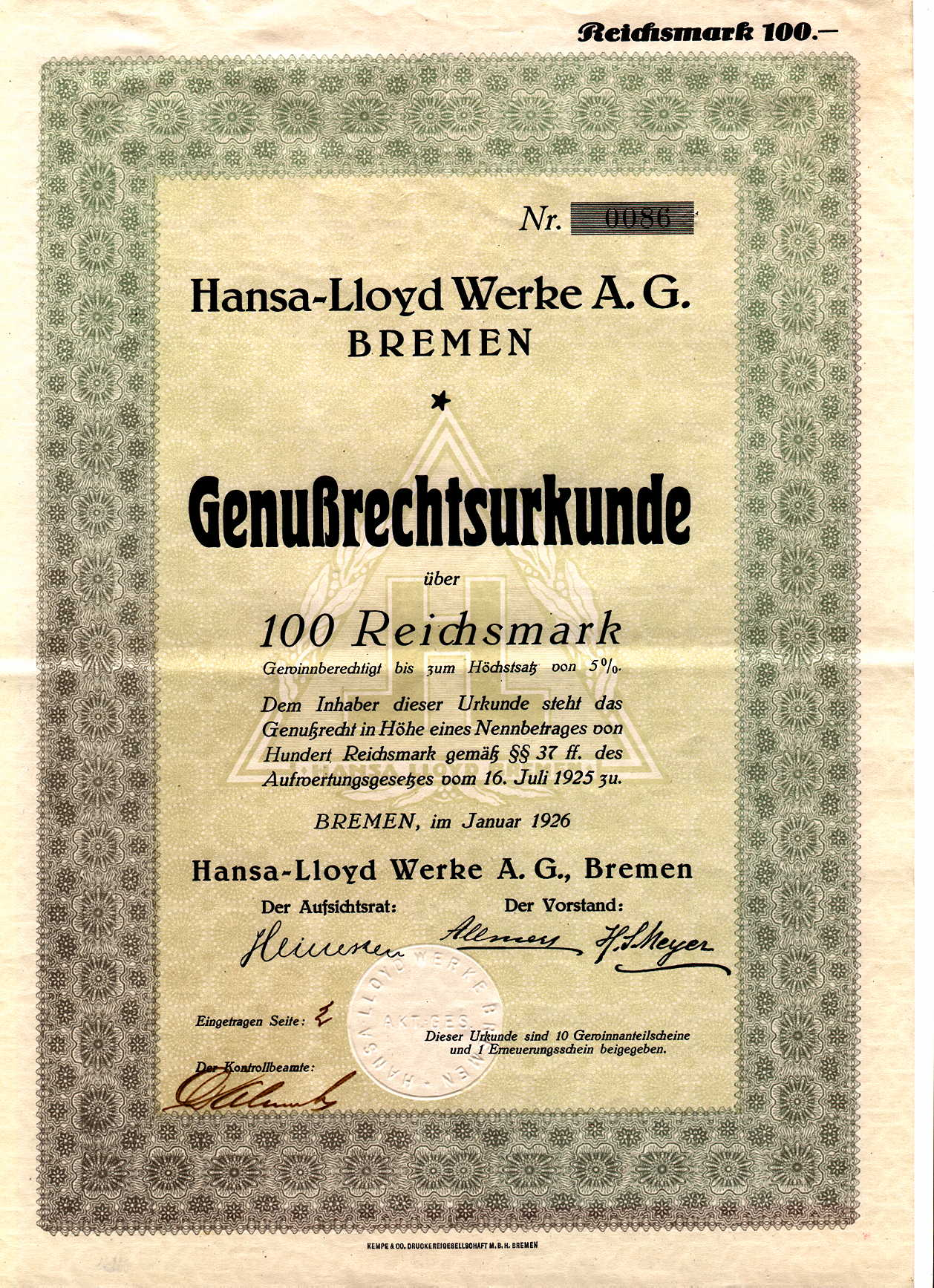
Cedola di 100 RM della Hansa-Lloyd

La Hansa-Lloyd Werke A.G. fu creata nel 1914 dalla annessione della Hansa-Automobil GmbH di Varel alla Norddeutschen Automobil und Motoren AG (NAMAG) di Brema-Hastedt con sede in Föhrenstraße.

## Unica firma
Il direttore fu il già presente capo Hansa Robert Allmers (1872–1951). Con alla presidenza l'ing. Sigmund Meyer, cofondatore e capo della NAMAG, così come August Sporkhorst (1870–1940) della Hansa-Automobil GmbH.
Di sua iniziativa Sigmund Meyers fondò nel 1919 la Hansa-Lloyd Werke assieme alla Nationalen Automobil-Gesellschaft e alla Brennabor la „Gemeinschaft Deutscher Automobilfabriken“ (GDA), un cartello per la vendita di automobili e veicoli commerciali.
Come tanti altri costruttori automobilistici Jakob Schapiro fu l'azionaista di maggioranza della Hansa-Lloyd e detenne il 30% delle quote, ma alla metà degli anni '20 cadde in bancarotta. La Hansa-Lloyd-Werk di Varel venne nel 1930 chiusa. Tra il 1929 e il 1931 la Carl F. W. Borgward, comproprietaria della bremense Goliath-Werke Borgward & Co. acquisì la maggioranza delle azioni Hansa-Lloyd Werke.

## Hansa-Lloyd e Goliath-Werke
Alla fine del 1931 la Hansa-Lloyd Werke A.G., già NAMAG-Werk di Hastedt, si fuse con la Borgward & Co. in „Hansa-Lloyd und Goliath-Werke Borgward & Tecklenborg oHG“. Hansa-Lloyd completò la gamma prodotti con i suoi autocarri e la Borgward con veicoli commerciali leggeri, contemporaneamente l'impianto Hansa-Lloyd, Borgward & Tecklenborg approntava automobili. La marca Hansa-Lloyd venne usata fino al 1937 per gli autocarri. La società per azioni Hansa-Lloyd nel 1939 fu cancellata dai registri della camera di commercio.
La designazione Hansa veniva usata dalla „Hansa-Lloyd und Goliath-Werke“ anche per le automobili. Come i primi modelli del 1933, Hansa 400 e 500. Come la precedente utilitaria Goliath Pionier, i numeri delle vendite dall'aprile 1933 diminuirono causa la tassazione del tipo di veicolo nella Germania nazista. Sotto la pressione del tempo il capo ingegnere Herbert Scarisbrick dovette sviluppare le medie Hansa 1100 e 1700.
I nuovi modelli Hansa vennero nella primavera 1934 presentati al 24° Internationalen Automobil- und Motorrad-Ausstellung (IAMA) di Berlino. Per la costruzione dei modelli la Borgward nel marzo 1934 allestì una linea di produzione in un fabbricato della Norddeutschen Waggonfabrik, nel luglio 1934 la Hansa 1100 venne messa in produzione e nel settembre la Hansa 1700 (con motore sei cilindri e 40 HP). I modelli furono promossi da un prezzo inferiore a quelli dei concorrenti. LA 1100 costava circa 2.750 Reichsmark (RM), la 1700 fu disponibile a 3.250 RM. Vennero venduti 27.000 esemplari.
Dai modelli vennero costruiti anche „Sport-Cabriolet“, tra le quali nel 1936 la „Hansa 1700 Sportwagen“ con carrozzeria Hebmüller. Il motore con carburatore doppio e 46 HP faceva viaggiare l'auto a 125 km/h. Il prezzo fu di 5.000 RM e i veicoli venduti 11 esemplari. Nel 1937 venne costruito solo un prototipo della 1500 con 40 HP e velocità massima di 125 km/h, e mai messo in produzione. Vennero costruite le 1100 e le 1700.
Durante la seconda guerra mondiale il bombardamento del 12 ottobre 1944 danneggiò la fabbrica di Hastedt.

Galleria d'immagini
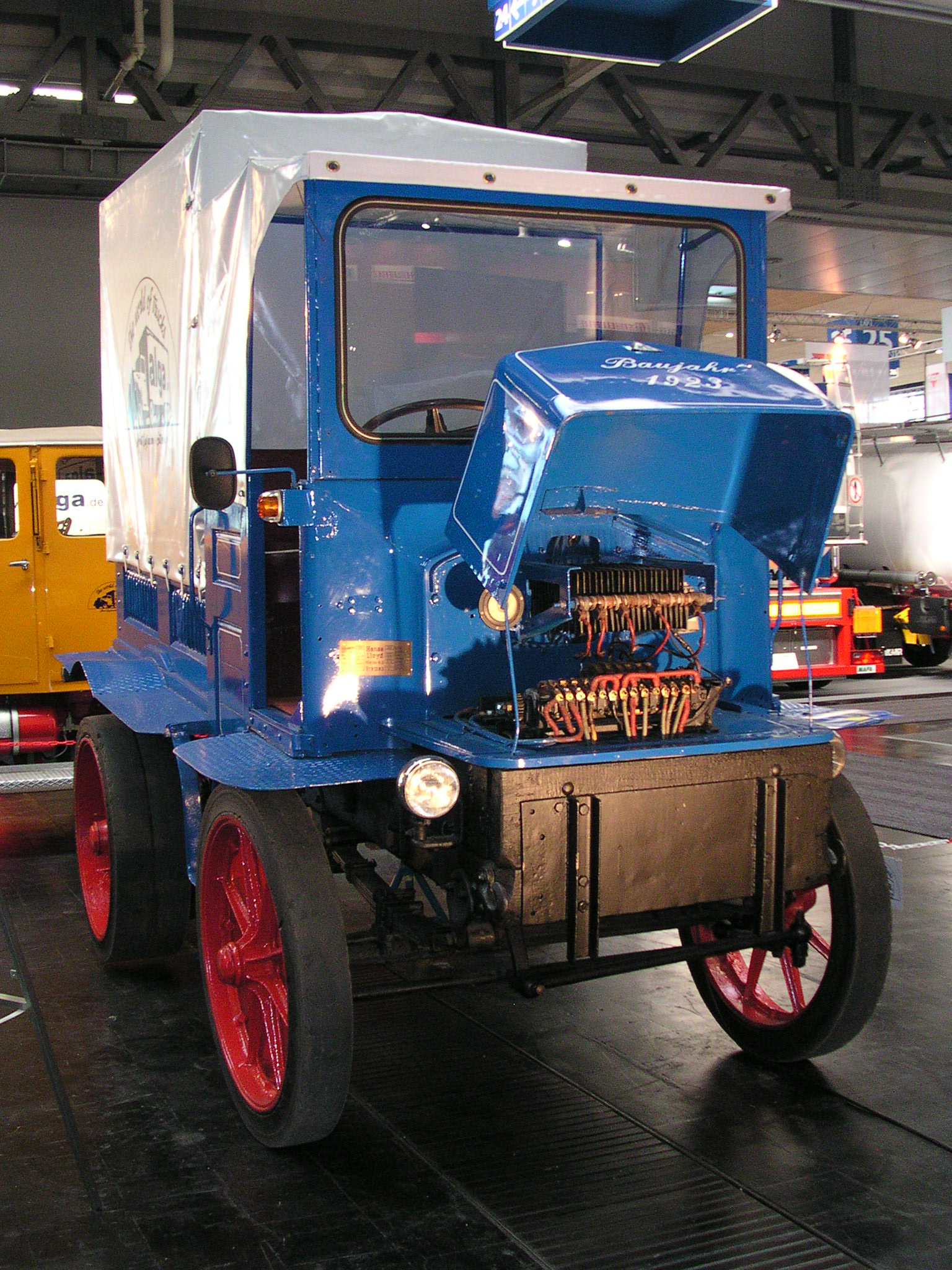
Elettro-camion CL5 o DL5 (1923)
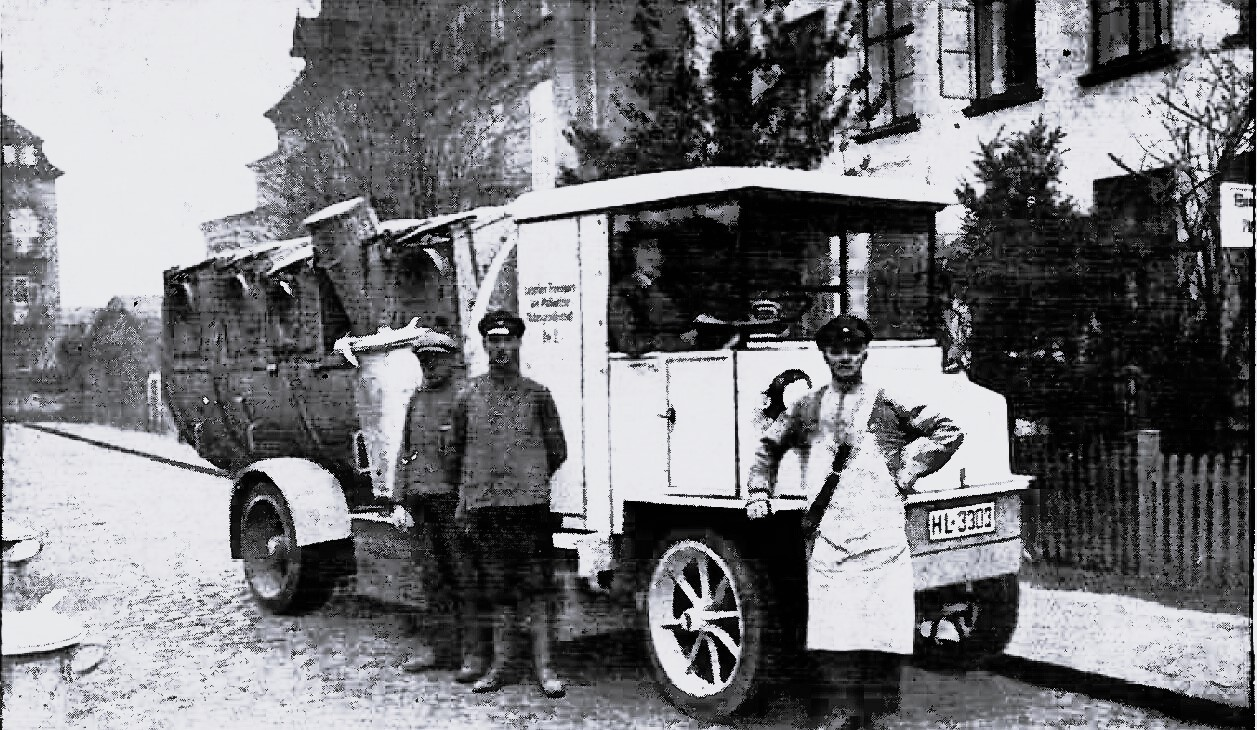
Società di trasporto e raccolta rifiuti di Lubecca (1928)
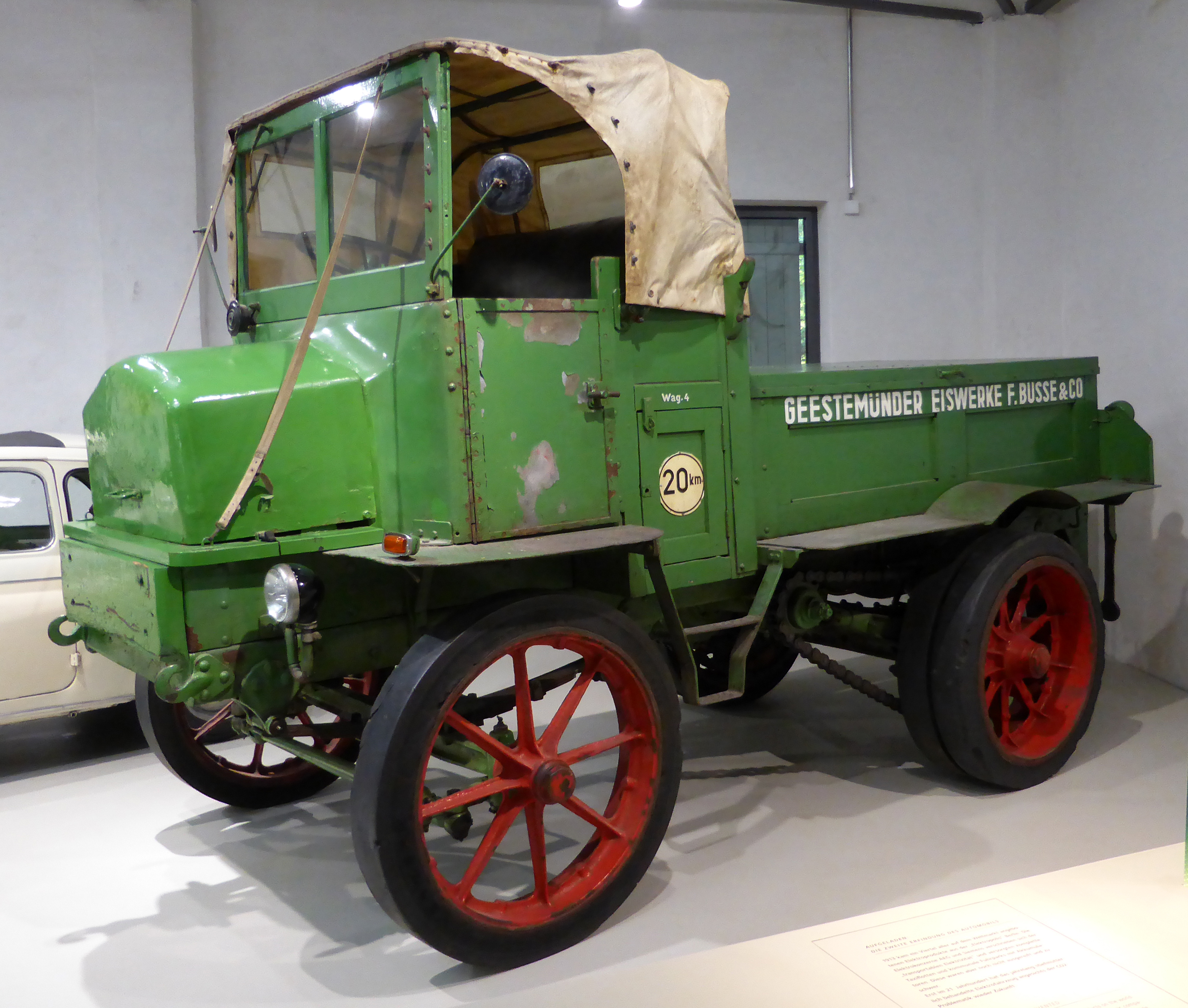
Elettro-trattore Typ DL 5 (1935)
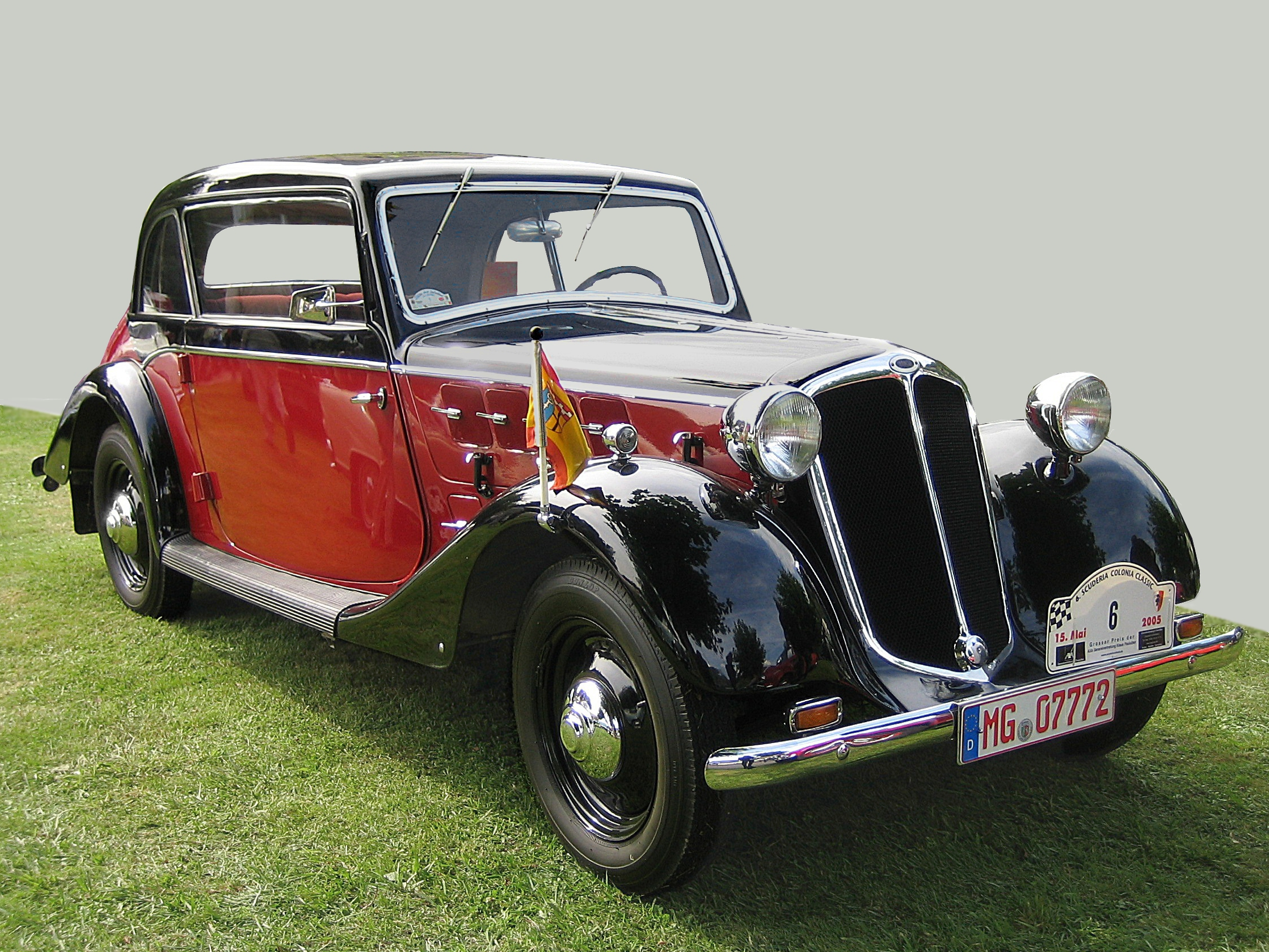
Hansa 1100 (1937)
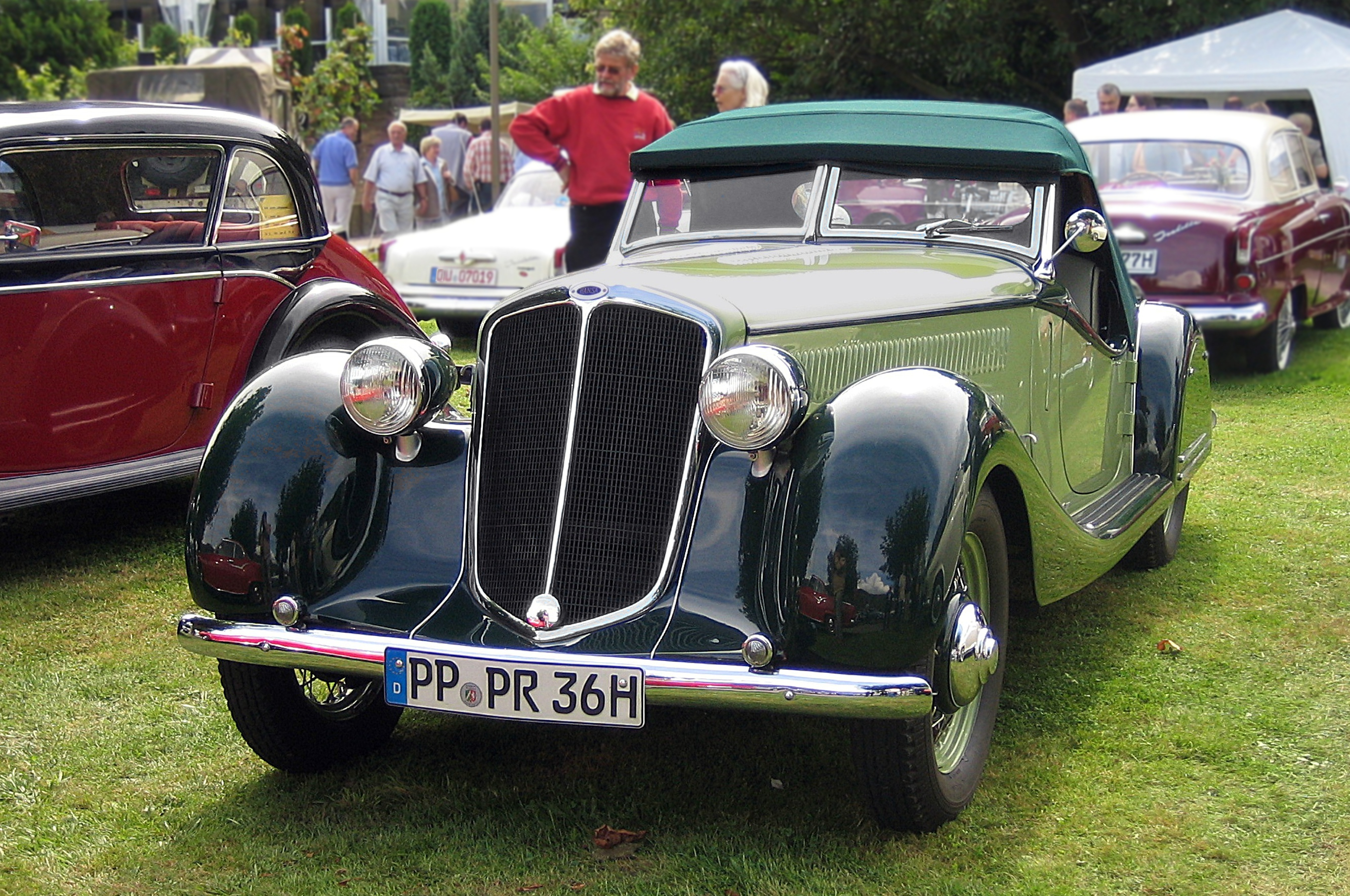
Hansa 1700 Sport